# Power Macintosh 7100
De Power Macintosh 7100 is een personal computer die ontworpen, gefabriceerd en verkocht werd door Apple Computer van maart 1994 tot januari 1996. De 7100 behoort tot de eerste generatie Power Macintosh-computers en situeert zich tussen het 6100-instapmodel en het 8100-topmodel.
De 7100 maakt gebruik van de Macintosh IIvx-desktopbehuizing en werd aanvankelijk geleverd met een 66 MHz PowerPC 601. In januari 1995 kreeg de computer een 80 MHz processor. De "AV"-variant beschikte over 2 MB VRAM en S-Video in- en uitgangen. De gewone 7100 had standaard slechts 1 MB VRAM.
In tegenstelling tot sommige Quadra-modellen uit die tijd bracht Apple geen "DOS Compatible"-kaart uit voor de 7100. In plaats daarvan bood Apple tegen een meerprijs de SoftWindows-emulator aan. Wanneer de 7100 ook nog met een optionele level2-cachekaart uitgerust werd, waren de prestaties van de SoftWindows-emulator vergelijkbaar met een 25 MHz 80486SX.
In augustus 1995 werd de 7100 opgevolgd door twee nieuwe modellen: de Power Macintosh 7200 en 7500. De 7100 bleef echter nog verkrijgbaar tot begin 1996.

## Modellen
Beschikbaar vanaf 14 maart 1994:
- Power Macintosh 7100/66 (zonder level2-cache)[3]
- Power Macintosh 7100/66AV[4]

Beschikbaar vanaf 3 januari 1995:
- Power Macintosh 7100/80 (met 256KB level2-cache)[5]
- Power Macintosh 7100/80AV[6]

## Specificaties
- Processor: PowerPC 601 @ 66 of 80 MHz
- FPU : geïntegreerd in de processor
- PMMU : geïntegreerd in de processor
- Systeembus snelheid: 33 MHz
- ROM-grootte: 4 MB
- Databus: 64 bit
- RAM-type: 80 ns 72-pin SIMM
- Standaard RAM-geheugen: 8-16 MB
  - Uitbreidbaar tot maximaal 136 MB
  - RAM-sleuven: 4
- Standaard video-geheugen: 1 MB VRAM
  - Uitbreidbaar tot maximaal 2 MB VRAM
- Standaard diskettestation: 3,5-inch, 1,44 MB (manueel)
- Standaard harde schijf: 250 of 500 MB (SCSI)
- Standaard optische schijf: 2x CD-ROM[a]
- Uitbreidingssleuven: 3 NuBus, PDS
- Type batterij: 3,6 volt lithium
- Uitgangen:
  - 1 ADB-poort (mini-DIN 4) voor toetsenbord en muis
  - 1 video-poort (HDI-45)[b]
  - 1 SCSI-poort (DB-25)
  - 2 seriële GeoPort poorten (mini-DIN 9)
  - 1 audio-uit (3,5 mm jackplug)
  - 1 microfoon (3,5 mm jackplug)
  - 1 ethernet (AAUI)
  - 1 video-in (S-Video)[c]
  - 1 video-uit (S-Video)[c]
- Ondersteunde systeemversies: 7.1.2 t/m 9.1[d]
- Afmetingen: 15,2 cm × 33,0 cm × 41,9 cm  (hxbxd)
- Gewicht: 11,3 kg

Uit productie: 1984: Macintosh 128K, Macintosh 512K · 1985: Macintosh XL · 1986: Macintosh Plus · 1987: Macintosh II, Macintosh SE · 1988: Macintosh IIx · 1989: Macintosh SE/30, Macintosh IIcx, Macintosh IIci, Macintosh Portable · 1990: Macintosh IIfx, Macintosh Classic, Macintosh IIsi, Macintosh LC serie · 1991: Macintosh Quadra 700, Macintosh Quadra 900, Apple PowerBook · Macintosh Classic II · 1992: Macintosh IIvx, Macintosh Quadra 950, PowerBook Duo, Macintosh Performa serie · 1993: Macintosh Centris serie, Macintosh Color Classic, Macintosh TV · Apple Workgroup Server · 1994: Power Macintosh · 1997: Power Macintosh G3, PowerBook G3, Twentieth Anniversary Macintosh · 1998: iMac · 1999: iBook, Power Mac G4 · 2000: Power Mac G4 Cube · 2001: PowerBook G4 · 2002: eMac, iMac G4 · 2003: Xserve, Power Mac G5 · 2004: iMac G5 · 2005: Mac mini · 2006: MacBook · 2015: MacBook (Retina) · 2017: iMac Pro

Huidige modellen: MacBook Air, MacBook Pro, iMac, Mac mini, Mac Studio, Mac Pro